# Yusuf Barası
Yusuf Barası (Alkmaar, 31 maart 2003) is een Turks-Nederlands voetballer die als aanvaller voor Kasımpaşa speelt.

## Carrière
Yusuf Barası speelde in de jeugd van VV Kolping Boys en is sinds 2014 actief in de jeugdopleiding van AZ, waar hij in 2019 een contract tot medio 2022 tekende. In de winterstop van het seizoen 2019/20 mocht hij mee op trainingskamp met het eerste elftal van AZ. Op 13 januari 2020 debuteerde hij voor Jong AZ in het betaald voetbal, in de met 3-1 gewonnen thuiswedstrijd tegen TOP Oss. Hij kwam in de 84e minuut in het veld voor Des Kunst.
In de zomer van 2023 werd hij overgenomen door Adana Demirspor voor € 300.000. Medio 2025 verliet hij het inmiddels gedegradeerde Adana Demirspor en tekende een driejarig contract bij Kasımpaşa.

### Statistieken (senioren)
| Seizoen                                   | Club            | Competitie     | Competitie | Competitie | Beker | Beker | Internationaal | Internationaal | Totaal | Totaal |
| Seizoen                                   | Club            | Competitie     | Wed.       | Dlp.       | Wed.  | Dlp.  | Wed.           | Dlp.           | Wed.   | Dlp.   |
| ----------------------------------------- | --------------- | -------------- | ---------- | ---------- | ----- | ----- | -------------- | -------------- | ------ | ------ |
| 2020/21                                   | AZ              | Eredivisie     | 0          | 0          | 0     | 0     | 1              | 0              | 1      | 0      |
| 2021/22                                   | AZ              | Eredivisie     | 3          | 0          | 1     | 1     | 0              | 0              | 4      | 1      |
| 2022/23                                   | AZ              | Eredivisie     | 11         | 0          | 1     | 0     | 5              | 1              | 17     | 1      |
| 2023/24                                   | Adana Demirspor | Süper Lig      | 28         | 4          | 0     | 0     | 0              | 0              | 28     | 4      |
| 2024/25                                   | Adana Demirspor | Süper Lig      | 30         | 8          | 1     | 0     | —              | —              | 31     | 8      |
| Carrièretotaal                            | Carrièretotaal  | Carrièretotaal | 72         | 12         | 3     | 1     | 6              | 1              | 81     | 14     |
| Bijgewerkt tot en met het seizoen 2024/25 |                 |                |            |            |       |       |                |                |        |        |